# سوريا براساثينفيماي
سوريا براساثينفيماي (بالتايلندية: สุริยา ปราสาทหินพิมาย) (مواليد 2 أبريل 1980) هو ملاكم تايلاندي، مثّل بلاده في الألعاب الأولمبية الصيفية 2004.

## روابط خارجية
سوريا براساثينفيماي على موقع أوليمبيديا (الإنجليزية)